# Cresseae
Cresseae es una tribu de plantas con flores perteneciente a la familia de las convolvuláceas que tiene doce géneros.

## Géneros
- Bonamia, Breweria, Cladostigma, Cressa, Evolvulus, Hildebrandtia, Itzaea, Neuropeltis, Sabaudiella, Seddera, Stylisma, Wilsonia.